# Джордж Ола
Джордж Ендрю Ола (англ. George Andrew Olah, угор. Oláh György; 22 травня 1927, Будапешт — 8 березня 2017, Беверлі-Гіллз) — американський хімік угорського походження.

## Біографія
Навчався у Університеті Будапешта. Внаслідок угорської революції 1956 року перебирається спочатку до Великої Британії, потім до Канади. З 1957 працює там у Dow Chemical (Сарніа, Онтаріо). У 1965 році переходить до Західного резервного університету Кейза у Клівленді та з 1977 працює в університеті Південної Кароліни.
Він вніс особливий внесок у вивчення утворення «некласичних» гіпервалентних карбокатіонів через суперкислоти. Став лауреатом Нобелівської премії з хімії у 1994.
Трохи згодом удостоєний медалі Прістлі — найвищої нагороди Американського Хімічного Товариства.

## Вибрані роботи
- G. A. Olah et al.: Onium Ions, Wiley, 1998.
- G. A. Olah: A Life of Magic Chemistry, John Wiley & Sons, 2001.
- G. A. Olah, A. Molnar: Hydrocarbon Chemistry, 2. Aufl, Wiley, 2003.
- G. A. Olah, G. K. Surya Prakash: Carbocation Chemistry, Wiley, 2004.
- G. A. Olah, A. Goeppert, Surya Prakash: Beyond Oil and Gas: The Methanol Economy, Wiley-VCH, Weinheim 2005, ISBN 978-3-527-31275-7, ISBN 3-527-31275-7